# Cogulló d'Estela
El Cogulló d'Estela, també conegut com el Cim d'Estela és una muntanya de 1.869 metres situada als Rasos de Peguera, a la comarca del Berguedà. Aquest cim està aïllat sobre els Plans de Tagast, Espinalbet i sobre l'emblemàtic Santuari de Corbera.
Aquest cim està inclòs a la llistat dels 100 cims de la FEEC.

## Rutes
La ruta més habitual és des del Santuari de Corbera, per Can Deu, la font de Tagast, les planes de Tagast i el coll d'Estela.